# لويس كارابالو
لويس كارابالو (بالإسبانية: Luis Caraballo)‏ هو لاعب كرة قدم كولومبي في مركز قلب الدفاع، ولد في 30 ديسمبر 1991 في قرطاجنة في فنزويلا. لعب مع لوليتيانو.

## وصلات خارجية
- لويس كارابالو على موقع قاعدة بيانات كرة القدم.إي يو (الإنجليزية)
- لويس كارابالو على موقع Soccerway.com (الإنجليزية)